# Лепоглавское кружево

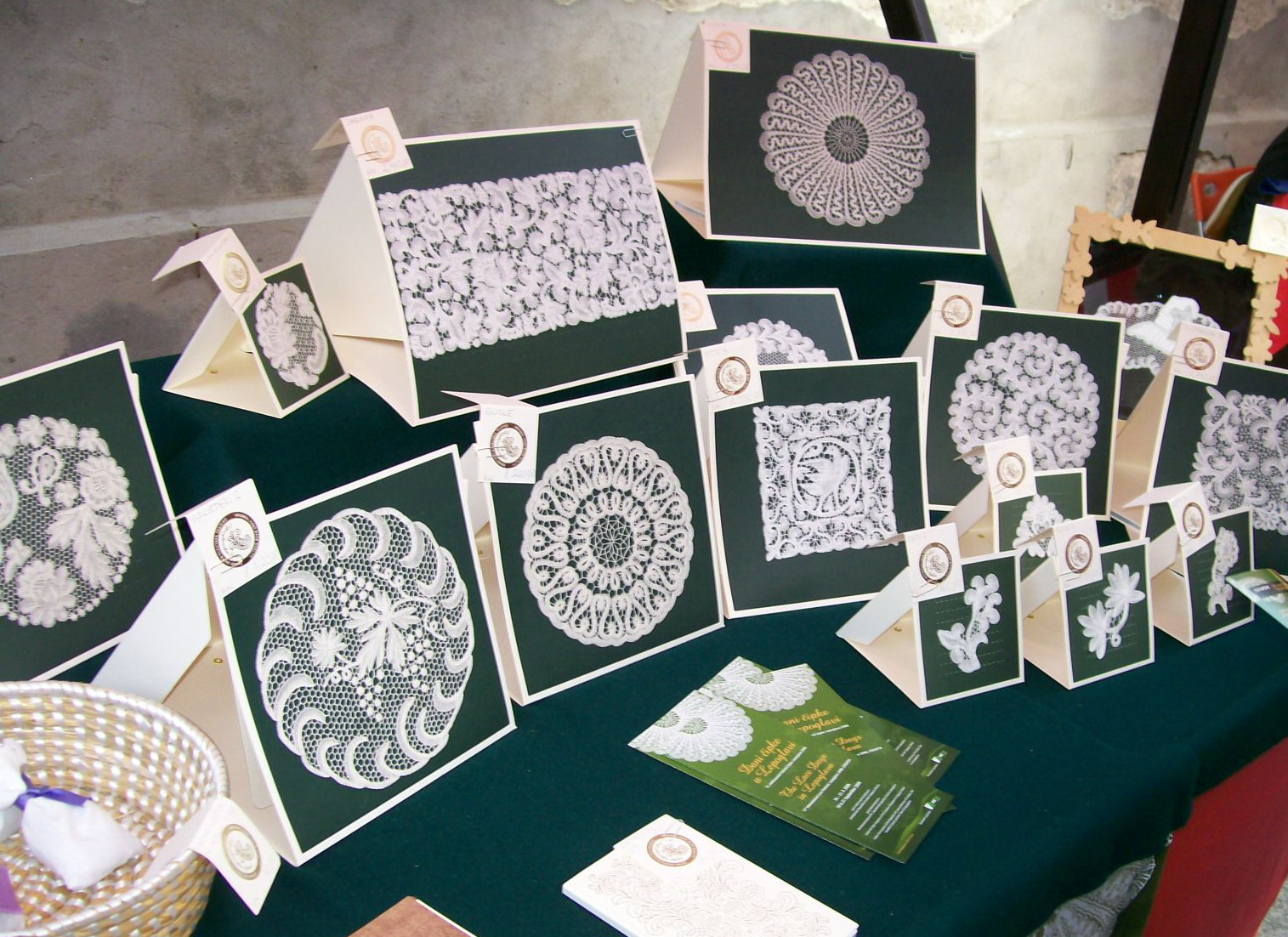
Лепоглавское кружево

Лепоглавское кружево — вид коклюшечного кружева, происходящее из города Лепоглава, традиция плетения кружева в г. Лепоглава (Вараждинская жупания, Северная Хорватия). Данный вид кружева помечен как « Оригинальный хорватский». В 2009 году кружево включено в Репрезентативный список нематериального наследия человечества ЮНЕСКО.
Кружево плетётся на коклюшках из светлой нити с использованием металлических бусин и др. Преобладают растительные криволинейные мотивы.

## История
Считается, что кружевоплетение в Лепоглаве развилось благодаря монахам-паулинам, которые научили местных женщин украшать кружевами ризы. Со временем кружевоплетению стали обучать на школьных курсах и в мастерских, а кружево стало дополнительным источником дохода для кружевниц в сельской местности. Благодаря усилиям Изидора Кршнявога в 1892 году в Лепоглаве были открыты курсы кружевоплетения по образцу школы кружевоплетения в Идрии.
Настоящий расцвет лепоглавского кружева пришелся на конец XIX века и первую половину XX века. Злата пл. Шуффлай первая организовала производство кружева и обогатила его народными орнаментами, а её дело чрезвычайно успешно продолжила Даника Брёсслер после Первой мировой войны. Она повысила качество кружевоплетения, используя тонкие нити и сочетая мотивы известных кружевных центров с элементами фольклора и барокко. Она придумала самобытный дизайн лепоглавского кружева. Ей установлена мемориальная доска на ратуше в Лепоглаве. Её именем названа кружевная компания «Даника Брёсслер» из Лепоглавы. Поощряя производство кружев, они организовывали классы, мастерские и школы кружевоплетения. Кружевоплетение стало источником дополнительного дохода, поскольку кружево продавалось на ярмарках, выставках и ярмарках в Загребе и даже в Западной Европе.
Лепоглавское кружево давно известно в Европе: так в 1937 г. в Париже кружевницы награждены золотом, а в 1939 г. в Берлине — бронзовой медалью, а в 1996 г. кружево отметили на летних Олимпийских играх в Атланте.
Во время Великой Отечественной войны классы и мастерские не организовывались, но кружевницы продолжали плести кружево.
В Лепоглаве принято давать новорожденной девочке блок для плетения кружев, чтобы однажды она стала хорошей кружевницей.

## Современность
Кооператив «Лепоглавское кружево» основан в 2003 году по инициативе городских властей. Он занимается развитием и сохранением лепоглавского кружева. Кооператив получил награду «Зеленый цветок 2004». Хорватского совета по туризму, за полноту и оригинальность сувенирного предложения континентальной Хорватии. Его задачей было восстановить и культивировать традиции кружевоплетения. С этой целью был подготовлен проект « Лепоглавская чипка », который получил финансовую поддержку от Министерства ремесел и мелкой промышленности. В его рамках были организованы полугодовые курсы для молодежи, повышающие интерес к производству кружева. Этому также способствовала реклама и помощь в продаже кружева. Лепоглавское кружево часто покупалось канцелярией президента Хорватии в качестве подарка во время командировок.
В 2013 году кружевницы были представлены на 14-м фестивале кружева в польском городе Бобова.
Международный фестиваль кружева в Лепоглаве проводится ежегодно осенью с 1997 года. В последнее время много вкладывается в возрождение и популяризацию лепоглавского кружева в Хорватии и мире.

## Технология
Для изготовления кружева используется очень тонкая хлопковая или льняная нить. Лепоглавское кружево белого или бежевого цвета содержит стилизованные формы флоры и фауны, а также барочные и геометрические мотивы.
Для изготовления коклюшечного кружева необходим валик, на который укладывается рисунок, нарисованный на бумаге, четное количество блоков, белые или бежевые хлопковые или льняные нитки и булавки. В течение многих лет квадратные подушки, блоки ручной работы и шипы использовались для закрепления рисунка во время работы. Изменения произошли только после курсов, организованных Изидором Кршнявогом. Были введены круглые валы, а также блоки и штифты, выточенные на токарном станке.
Названия наиболее часто употребляемых мотивов: стазица, пужич, фркач, кифлек, тюльпан, ружа, макова ружа, яглац, ружин лист, храстов лист, цветич, цветич с петельком и листом, цветич с листиком, бршлян, жир, гроздек, лоза, джетелина, пурек, лав, лептир, птица, орао. Доминируют цветочные мотивы.

## В России
В июне 2011 года на Первом международном фестивале кружева в Вологде лепоглавское кружево было признано самым красивым в конкурсе 10 стран и 36 регионов России.
В Государственном музее кружева в российском городе Вологда в октябре 2012 года открылась выставка хорватского кружева под названием «Волшебный триптих».
Кружево данного типа находится в коллекции Вологодского государственного музея-заповедника.